# Cascade Saint-Nicolas
La cascade Saint-Nicolas est une chute d'eau du massif des Vosges située sur la limite des communes de Kruth et Oderen dans le Haut-Rhin.